# Михаил Костурски
Михаил (на гръцки: Μιχαήλ) е православен духовник, костурски митрополит на Охридската архиепископия от втората половина на XVI век.

## Биография
Управлението на Михаил в Костур е поставяно в различни години от някои изследователи - Гюстав Барди и Василиос Атесис отбелязват 1590 година, но без да посочат източника си, Джорджо Федалто отбелязва 1593 година, но също без да посочва източника си. Михаил е библиограф и в ръкопис на житието на Свети Спиридон оставя приписка, на която се подписва като костурски „архиепископ“ Михаил и в която отбелязва, че е от Кипър, че е преписал житието от ватикански ръкопис и че е подарил ръкописа на Константинос Катанеос, сиракузки монах от бенедиктинския манастир „Монте Касино“. Ръкописът е намерен в 1594 година във Венеция, в манастира „Сан Джорджо Маджоре“ и следователно днес е прието, че управлението на Михаил на костурската катедра е преди 1594 година.